# Erebochlora obfuscens
Erebochlora obfuscens är en fjärilsart som beskrevs av Paul Dognin 1906. Erebochlora obfuscens ingår i släktet Erebochlora och familjen mätare. Inga underarter finns listade i Catalogue of Life.